# Peugeot XP
Les Peugeot XP sont une série de motos de 50 cm3 produite par Peugeot déclinée en plusieurs modèles, dont la production s'est étalée entre 1986 et 1996 pour toute la série XP à variateur automatique puis de 1997 à 2014 pour la série XP à boite manuelle.

## Historique
La Peugeot XP, dans sa version automatique est apparue en 1986 et succède aux Peugeot TSA et TSM. Peugeot se positionne sur le marché des Trail afin de concurrencer la Yamaha DTMX et son homologue MBK ZX, la Honda MTX ou autre Malagutti Dune. Malgré son prix élevé (jusqu'à 15 000 francs à l'époque), elle rencontre un certain succès auprès des jeunes et elles fleurissent devant les collèges et lycées à côté des mobylettes Peugeot 103 et autres MBK 51. Il arrive encore parfois aujourd'hui d'en croiser sur les routes. 
En 1997, les cyclomoteurs à boites de vitesses manuelles étant de nouveau autorisés en France, Peugeot sort la XP6, premier modèle de cyclomoteur à boite de vitesses manuelle de chez Peugeot depuis l'arrêt de la Peugeot SX5 en 1980, année d'interdiction des boites manuelles sur cyclomoteur en France. 
La xp7, prendra progressivement sa place à partir de 2011 à la suite de la restructuration de la gamme pour se repositionner dans marché concurrentiel. Elle sortira du catalogue Peugeot, sonnant ainsi le glas de toute la gamme XP et des motos 50 Peugeot en 2014. Peugeot préférant se concentrer uniquement sur sa gamme de scooters.

## XP à variateur automatique
La XP à variateur se positionne sur le même segment que les concurrent trail de l'époque (en particulier les honda MTX et Yamaha DTMX) et a été déclinée en deux modèles :
- XP à refroidissement par air ou liquide
- XPLC Avenger à refroidissement liquide et avec une finition plus poussée.

Quels que soient les modèles, les XP héritent d'une partie de la mécanique des Peugeot 103. Monocylindre 2 temps de 49,1 cm3 (alésage x course : 40x39,1), et admission par clapet dans le carter via un carburateur Gurtner 14 ou dell'orto 15 sur la super avenger. Ils développent 3,6 ch à 5500 tr/min jusqu'à 4.8 ch à 5500 tr/min permettant sans problème d'emmener les 70 à 80 kg de l'engin.
La XPLC super avenger développe 4,8 ch notamment grâce à son carburateur Dell'orto 15 d'origine et de son pot amélioré.
Côté équipement, les XP se contentent d'un équipement minimaliste avec un compteur gradué jusqu’à 90 km/h similaire au 103 mais disposant d'un rétroéclairage interne, et d'une clé de contact en plus du célèbre barreau antivol sur roue arrière Peugeot. Elles sont équipés d'un mono-amortisseur arrière et d'un freinage avant et arrière à tambour. Elles disposent d'un phare caréné par une tête de fourche.
Les XPLC Avenger et super avenger disposent d'une finition plus poussées, avec fourche carénée, d'un tableau de bord avec compteur gradué jusqu’à 120 km/h, d'un témoin de direction, d'huile, de feu de route et d'une montre digitale. La super avenger est équipée d'une fourche avant inversé, d'un frein avant à disque hydraulique, d'un démarreur électrique et d'un moteur un peu plus puissant. Elles étaient toutes limitées par construction à 45 km/h pour être conforme à la norme.

## XP6
Il y a eu deux modèles Peugeot xp6,un premier sorti en 1997 et un second en 2005 restylisé.

### Déclinaison de la gamme
- xp6 track
- xp6 trail
- xp6 top road

### Composant
- Bloc moteur minarelli AM6 49,7 cm3
- Fourche hydraulique Showa Ø 36 mm.
- Carburateur Dell'Orto Ø 12/16 mm.
- Roue arrière de 18" avec disque de freins 190 mm.
- Roue avant 21" avec disque de freins de 240 mm.
- Cadre tubulaire en acier galvanisé, de section carrée entre 1997 et 2005, puis de section arrondie à partir de 2005.

## XP7
La XP7 succède à la XP6 en février 2011 et disparaîtra définitivement du catalogue Peugeot en janvier 2014. La XP s'éclipse après pratiquement 30 ans d'existence.

### Déclinaison de la gamme
- xp7 track
- xp7 trail
- xp7 top road